# Itis (köpcentrum)
Itis (tidigare fi. Itäkeskus och på sv. Östra centrum) är ett köpcentrum i stadsdelen Östra centrum i Helsingfors. Itis är Finlands största köpcentrum med 199 butiker och en försäljningsyta på 112 500 kvadratmeter. Köpcentret har 3 000 parkeringsplatser och ligger vid Östra centrums metrostation.
Första skedet av shoppingcentret blev klart år 1984 i den delen som nu kallas Passagen (fi. Pasaasi) och bestod av 22 000 kvadratmeter och 41 butiker. Kort efter öppnandet började man planera en utvidgning och år 1992 öppnade utvidgningen Bulevarden (fi. Bulevardi) på den östra sidan av gamla delen. Utvidgningen hade planerats av fem arkitektbyråer och ökade storleken på köpcentret till 85 000 kvadratmeter. Nya hyresgäster blev bland annat varuhusen Stockmann och Sokos och det totala antalet butiker steg till 200. Det betydde att Östra centrum blev Finlands största koncentration av butiker. Nästa utvidgning började planeras i slutet av 1990-talet och den östligaste delen som döptes till Piazza öppnade år 2001. År 2002 sålde dåvarande ägaren Sponda fastigheten till holländska Wereldhave.